# Джуліо Романо
Джуліо Романо (італ. Giulio Romano, справжнє ім'я Джуліо Піппі; бл. 1492, Рим — 1 листопада 1546, Мантуя) — художник і архітектор з Італії XVI століття, представник Римської школи, дотримувався стилю маньєризм. Малював фрески, іноді портрети, картони для гобеленів.

## Біографія

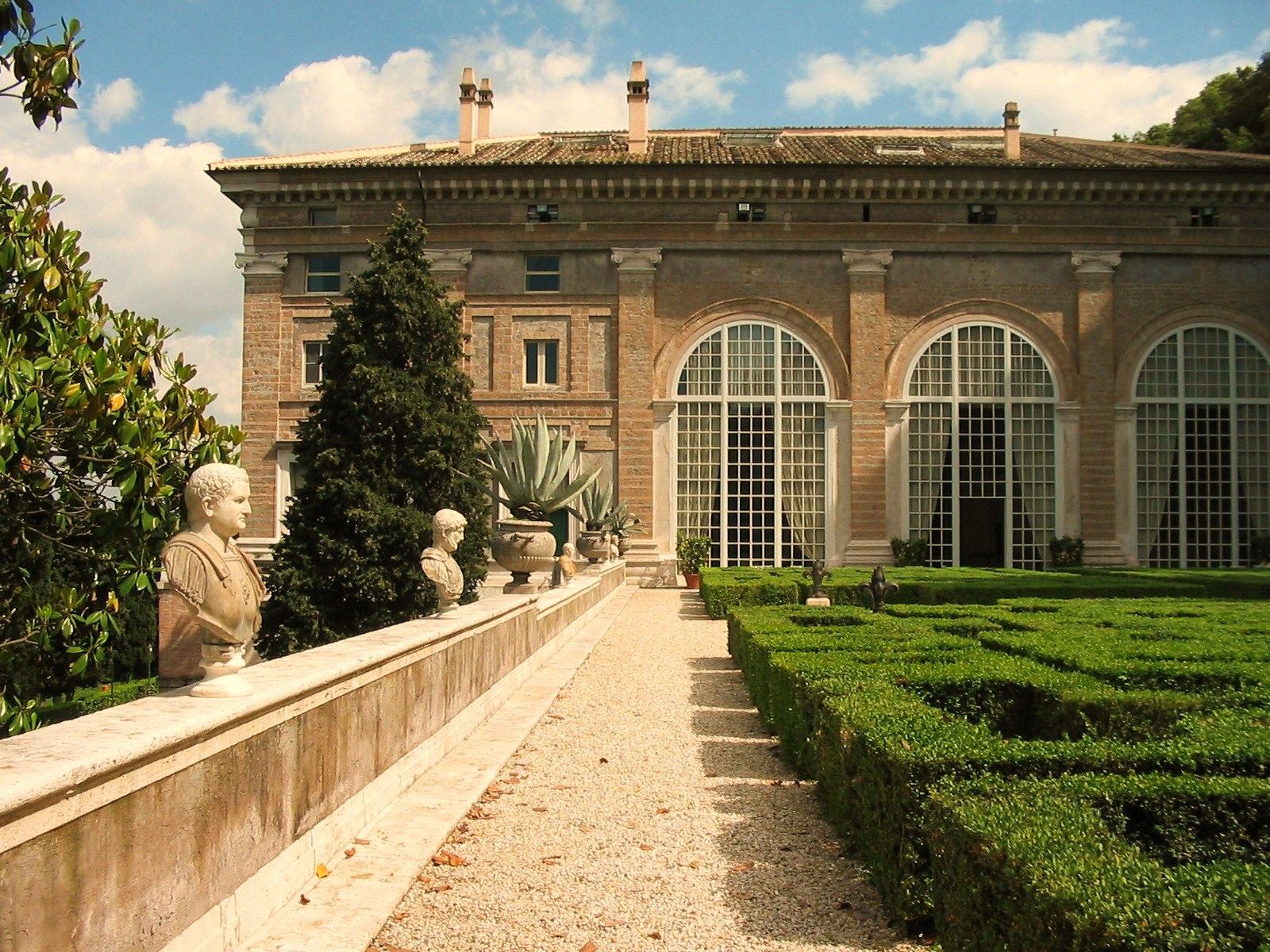
Вілла Мадама. Вибудована частина величезного проєкту

Народився в Римі. Пройшов віртуозну школу в майстерні Рафаеля Санті під час створення ним фресок в Ватикані. Значний фаховий рівень Джуліо Романо дозволив йому пізніше працювати над стінописами вілли Фарнезіна, куди відібрали найкращих художників Риму того часу.
Джуліо Романо брав участь у побудові і декораторських роботах грандіозної Вілли Мадама в Римі. Обсяг робіт був таким великим, що вілла так і залишилась недобудованою. Як значний мистецький об'єкт Риму, Вілла Мадама замальовувалась майстрами різних країн, серед яких художник Гюбер Робер, гравер Жан Клод Рішар та ін.
Після страшного розорення та руйнації Риму у 1527 році Джуліо Романо перебрався до спокійнішої Мантуї, де став головним художником і архітектором. Універсальне обдарування майстра дозволило йому виявити свої здібності як в стінописах (фрески), так і в архітектурі (палаццо дель Те і свій будинок в Мантуї).
Джуліо Романо автор малюнків до еротично—порнографічного альбому, гравюри для якого зробив відомий графік Маркантоніо Раймонді (бл. 1480 — 1534).
Помер у Мантуї.

## Фрески

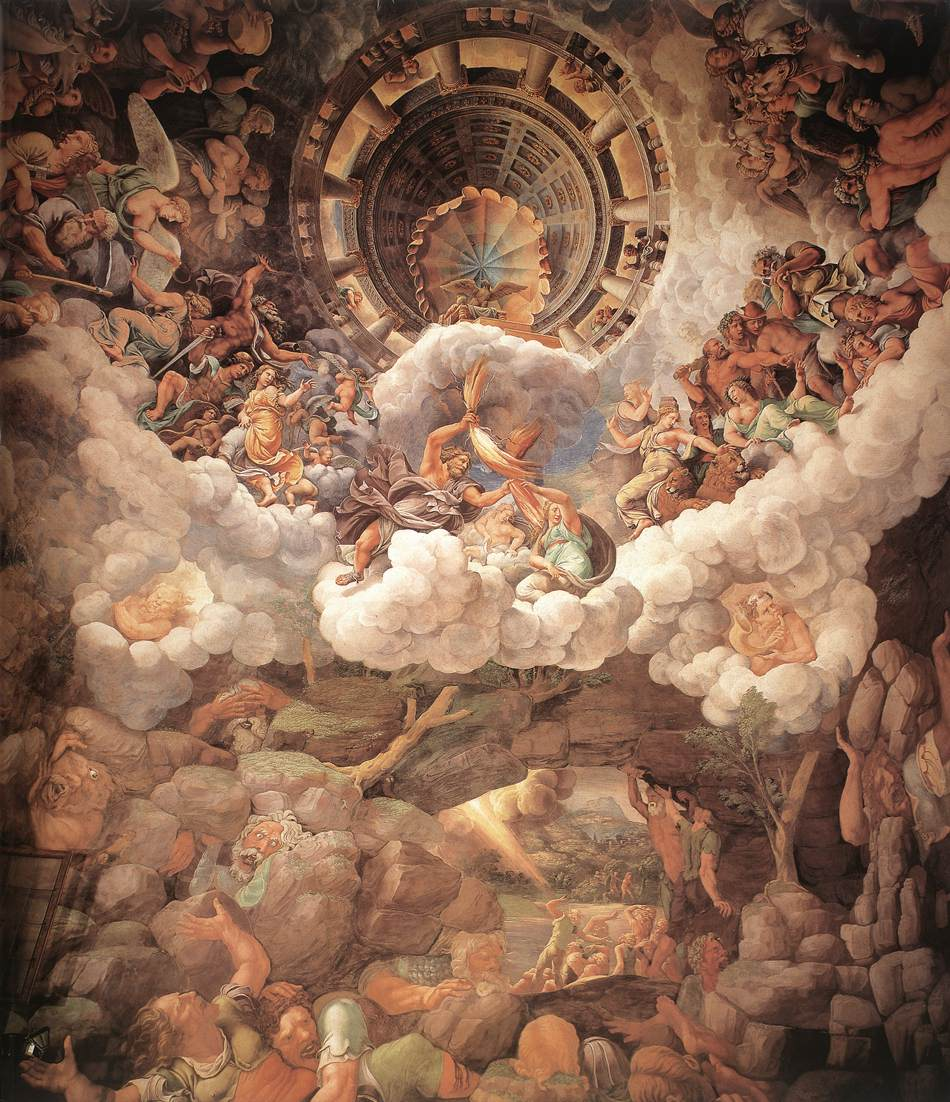
Джуліо Романо. «Падіння гігантів»
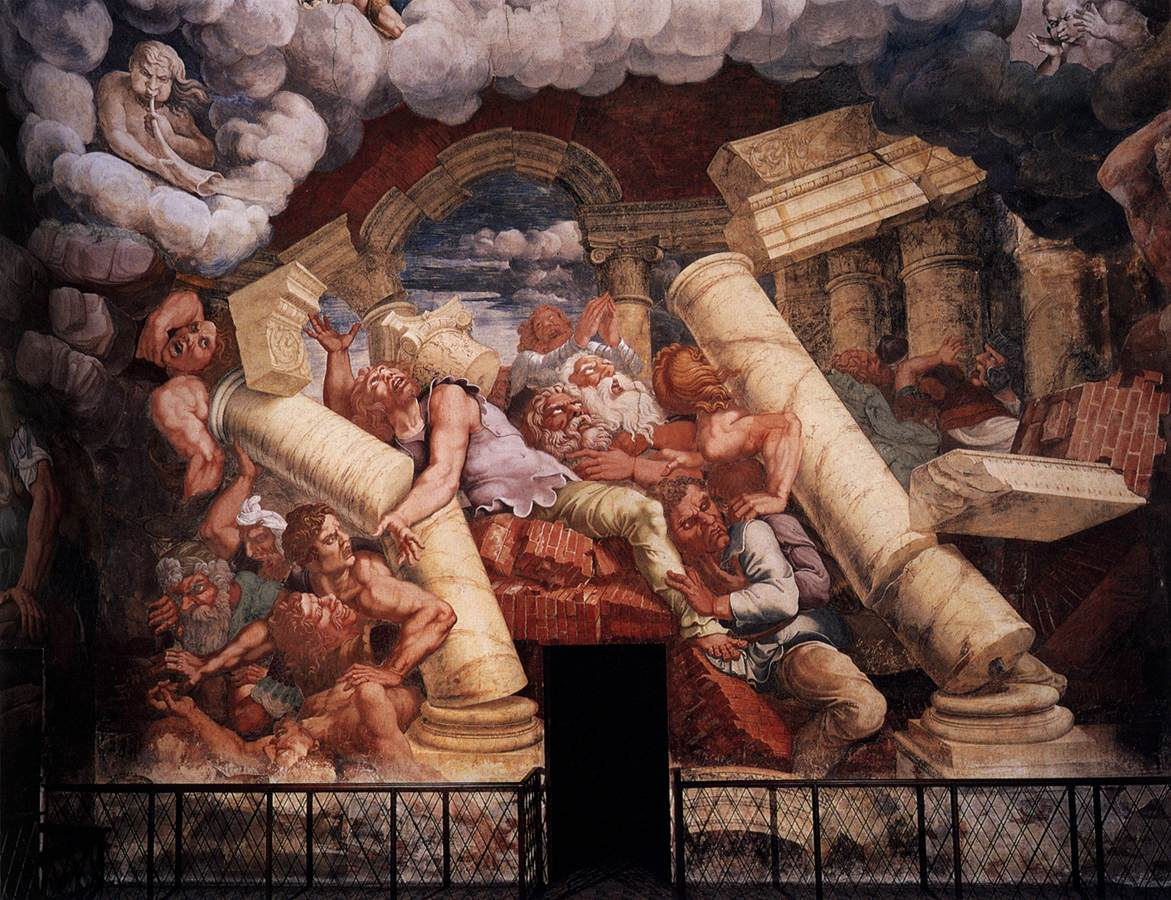
Джуліо Романо. Фреска «Загибель гігантів»
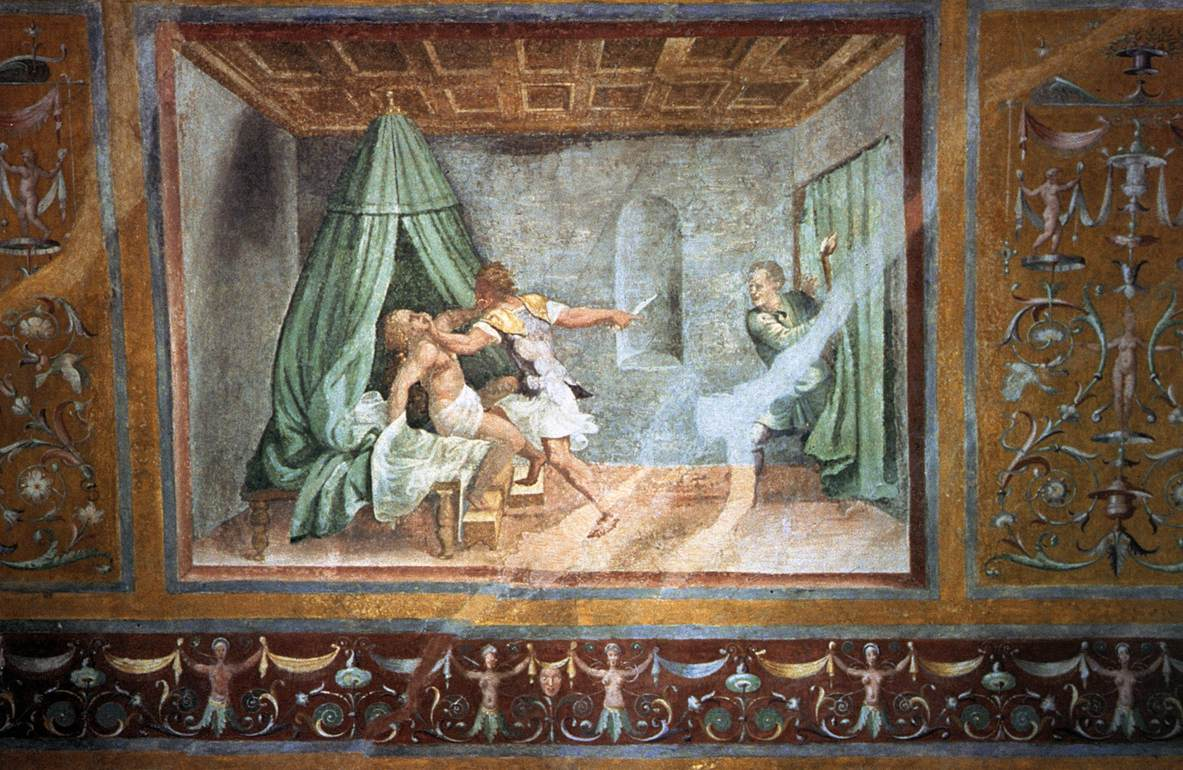
Джуліо Романо. «Тарквіній ґвалтує Лукрецію».
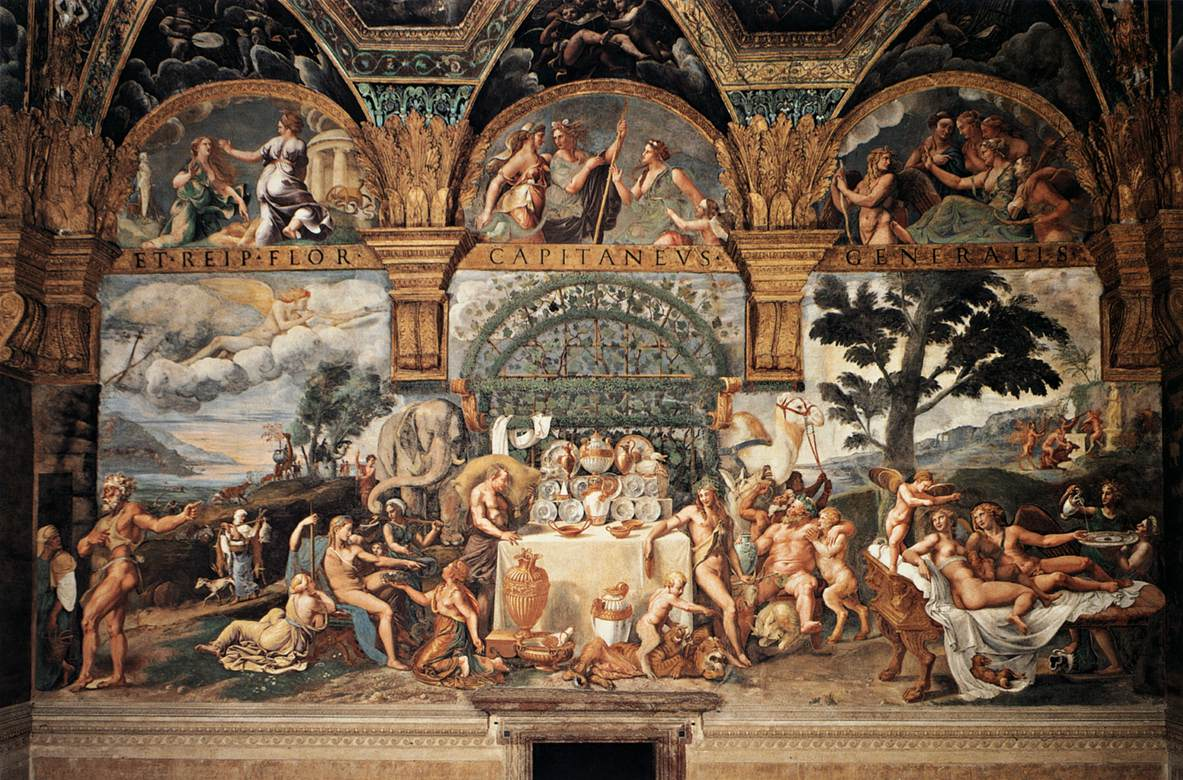
Джуліо Романо. Фреска «Шлюб Амура і Психеї»
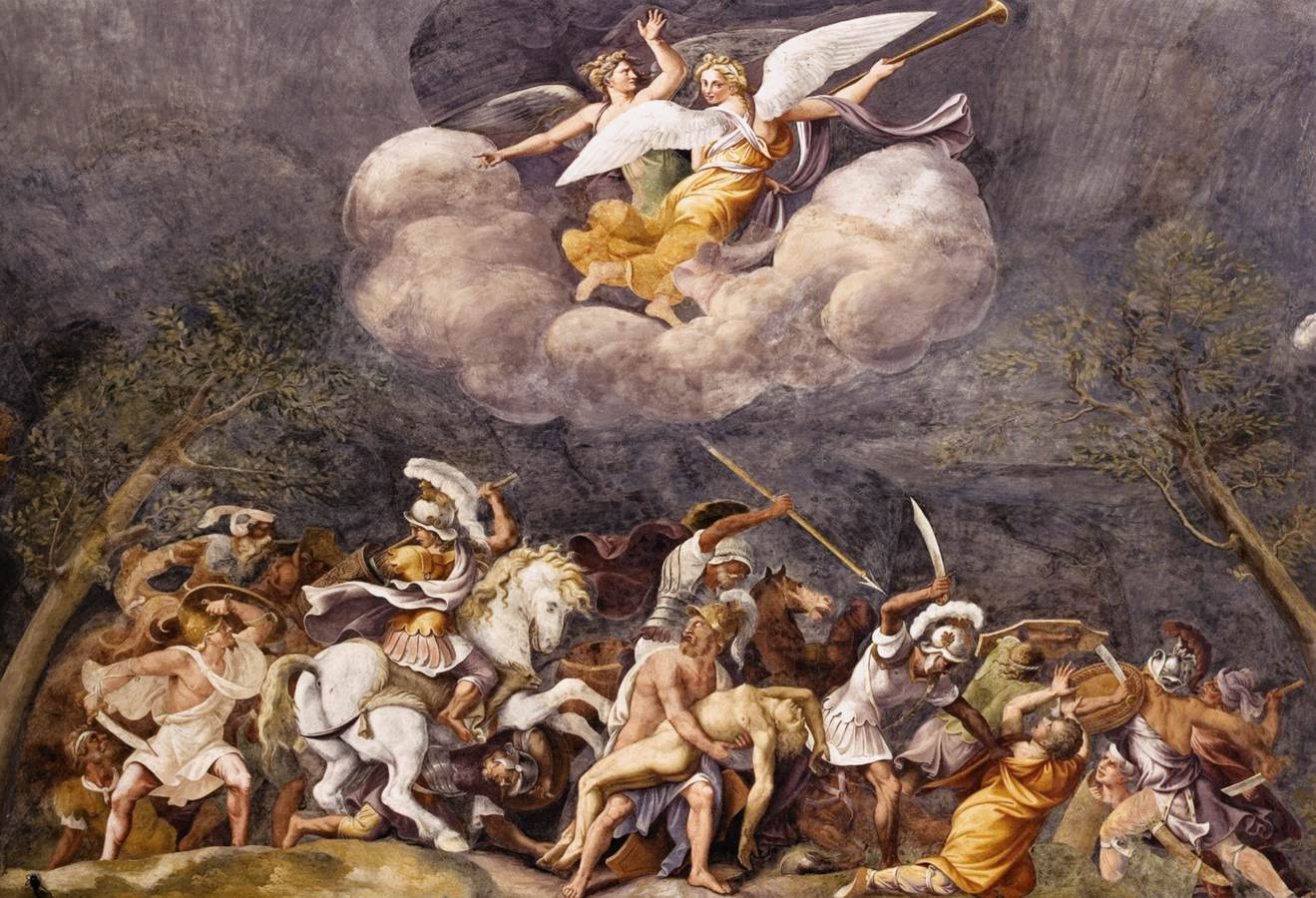
Джуліо Романо. «Аякс рятує тіло Патрокла», Мантуя

## Палаццо дель Те, Мантуя.

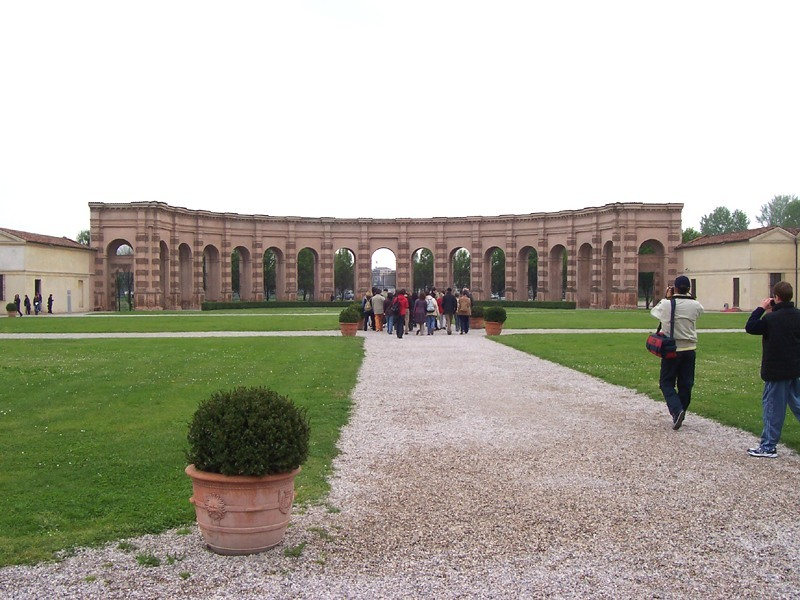
Брама палацу дель Те
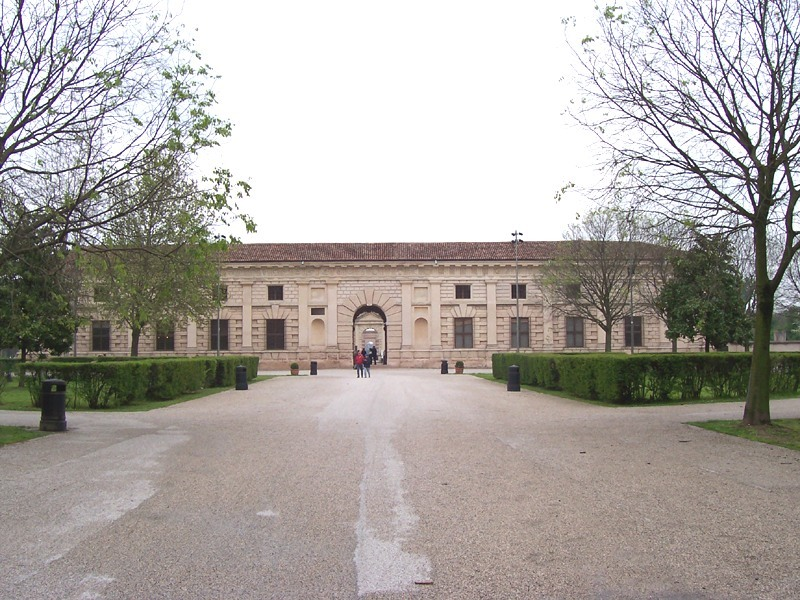
Двір палацу дель Те
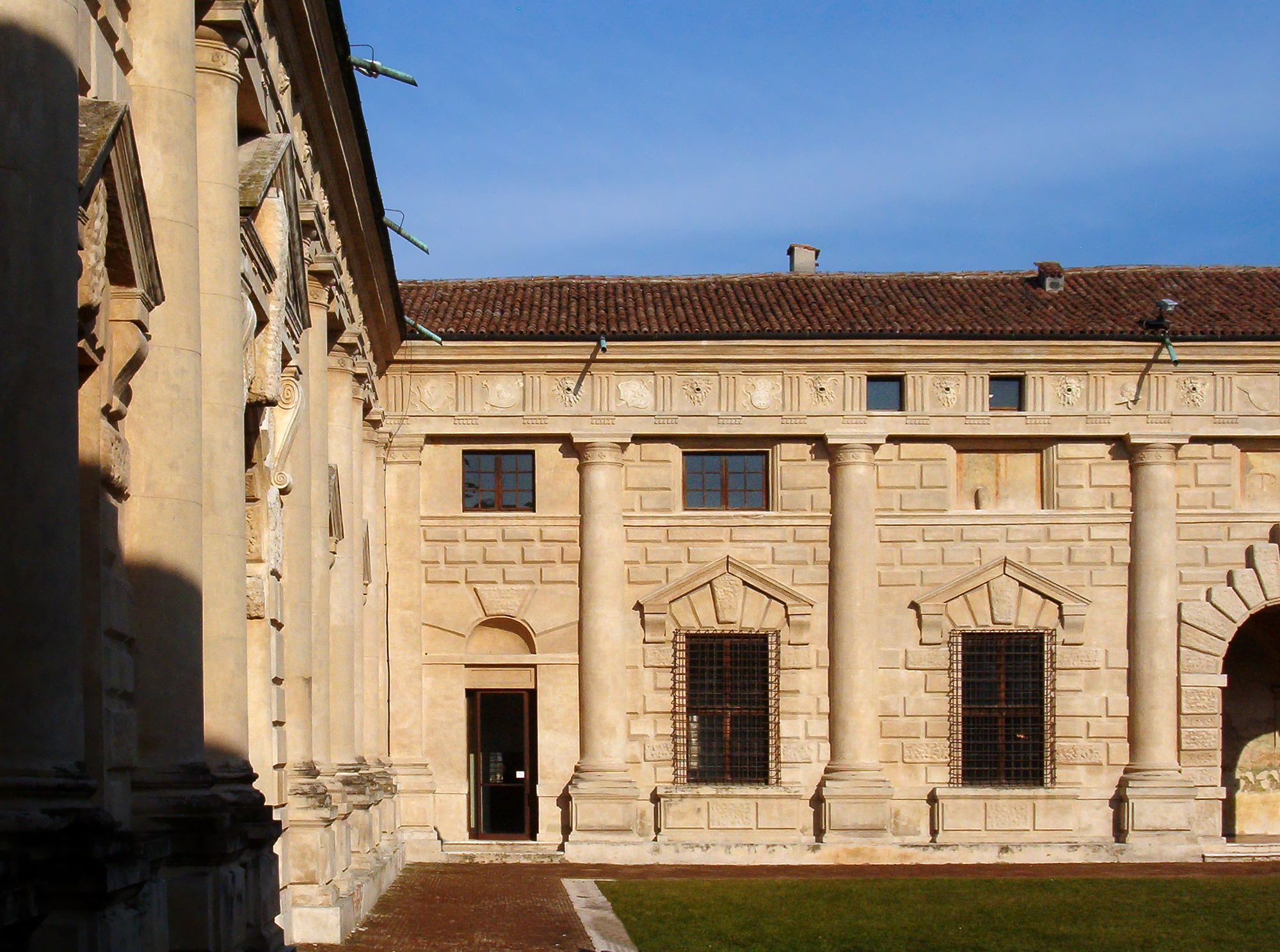
Фасади палацу дель Те
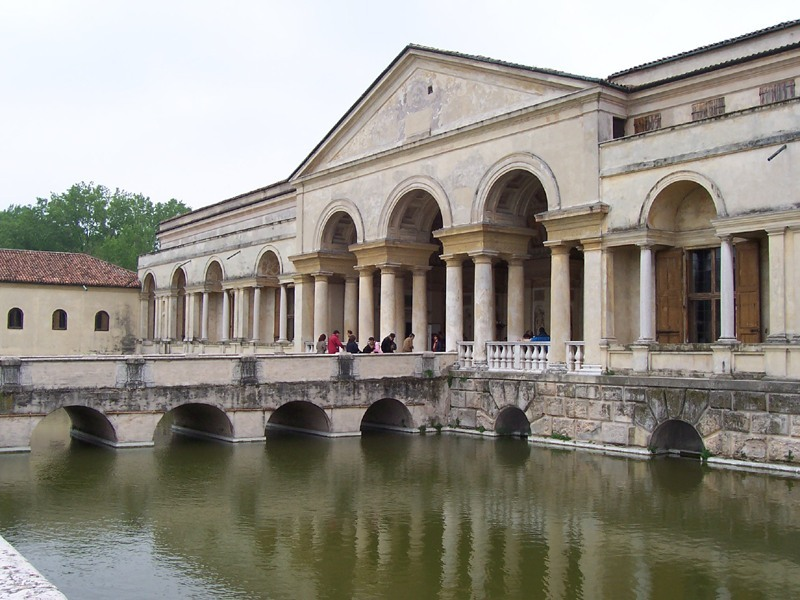
Місток через рів з водою

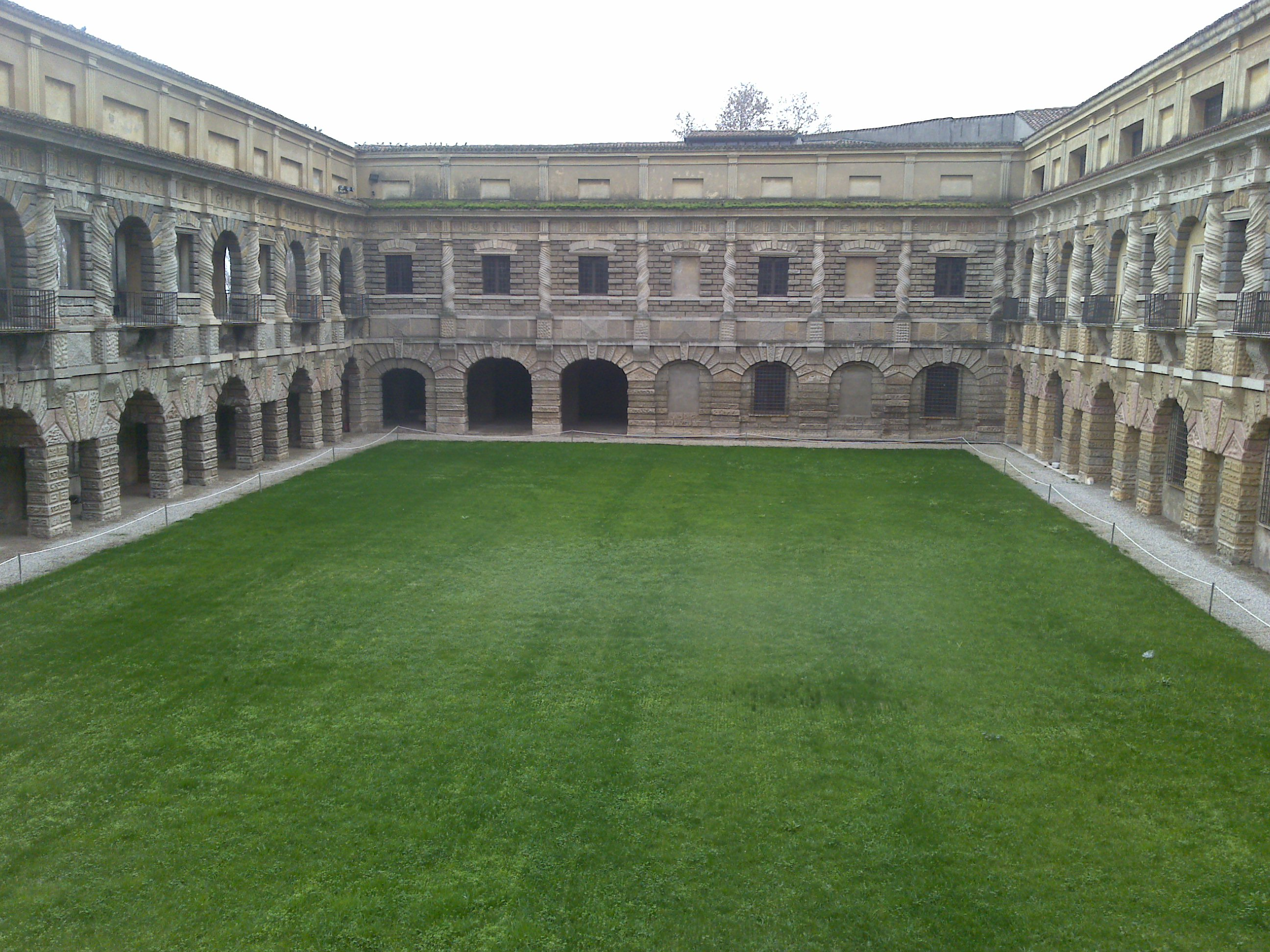
Мантуя. Палаццо Дукале. Двір-манеж для коней.

Назва палацу (Palazzo del Te) — перекладається як палац для чаювання. Володарі Мантуї розводили якісних коней, яких продавали для князівських дворів Західної Європи. На цьому місті був один з кінних розплідників і стайні. До стаєнь був добудований цей палац. Замовником був Федеріго II Гонзага, що бажав мати палац для розваг.
Будівлю створив відомий архітектор і художник Джуліо Романо за 18 місяців у 1524–1525 роках. Автором проєкту був сам Романо. До побудови заміської вілли він підійшов як до театральної декорації, але виконаної в реальності. Звідси напівкругла Вхідна брама-екседра з аркадою, перспектива декількох будівель, що йдуть вдалечінь і які можна бачити крізь арки. Палац має декілька дворів і невеличкий власний садок. Будівля палацу має навмисно грубе тинькування, відсутність деяких архітектурних деталей, дещо перебільшений руст, що посилює виразність ансамблю. Завершена будівля стала в один рівень з іншими визначними будівлями доби маньєризму — палацом Уффіці Джорджо Вазарі і садовим фасадом палаццо Пітті Бартоломео Амманаті .

## Живопис Джуліо Романо

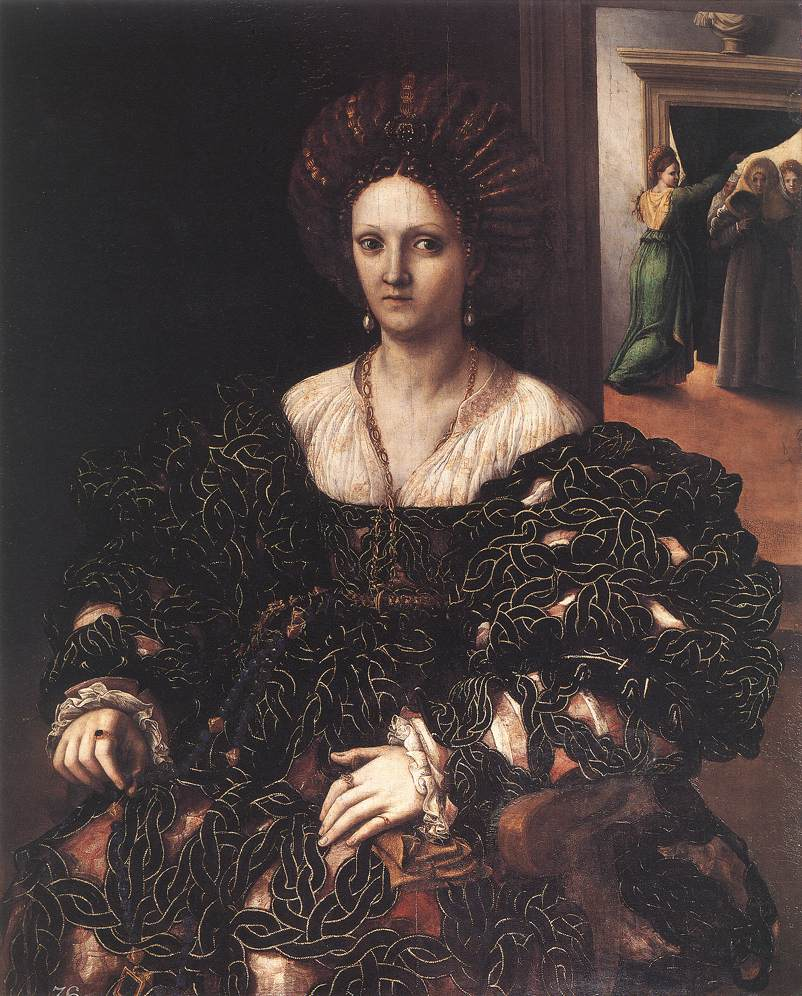
Портрет Ізабелли д'Есте
Мадонна з Христом
Мадонна з немовлям
Ісабель, віце-королева Неаполя